# St. Nikolaus (Mittenwald)

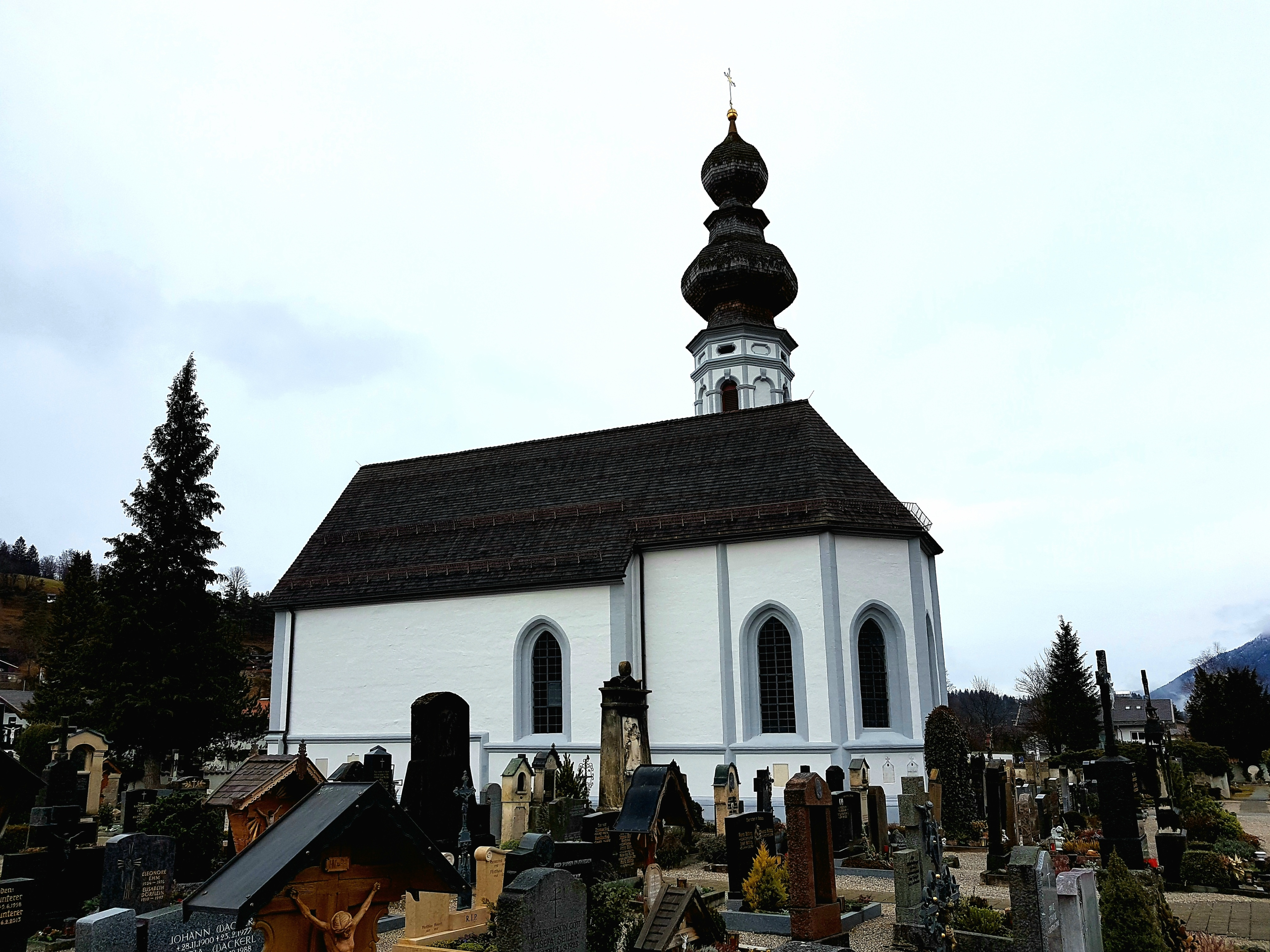
St. Nikolaus von Südosten

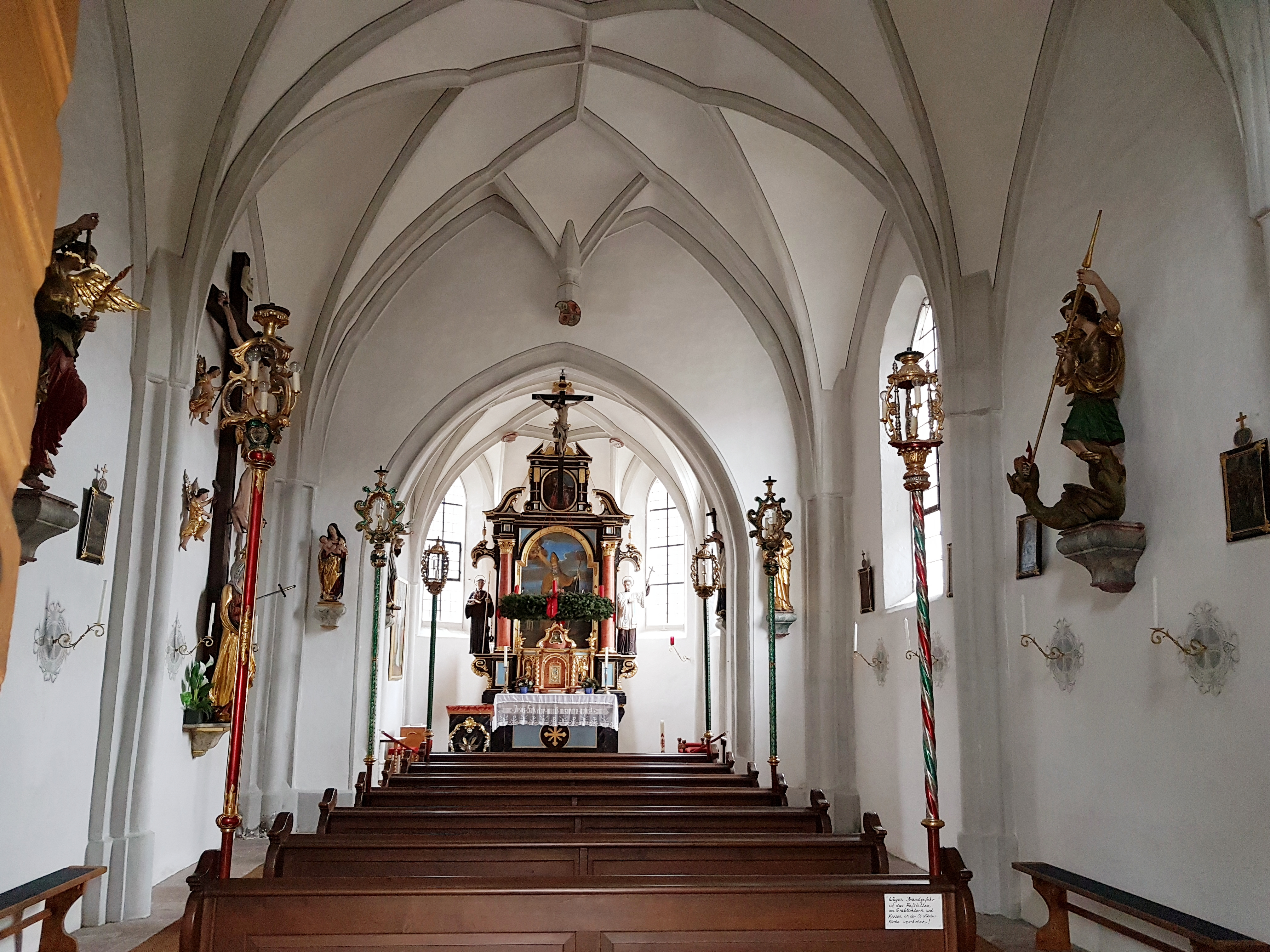
Das Kircheninnere

Die katholische Friedhofskirche St. Nikolaus liegt leicht abseits des nordöstlichen Randes des historischen Ortskerns von Mittenwald, auf dem Friedhof des Ortes. Sie wurde 1447 als Flößerkirche errichtet und ist eine Filiale der Pfarrei St. Peter und Paul Mittenwald.

## Geschichte

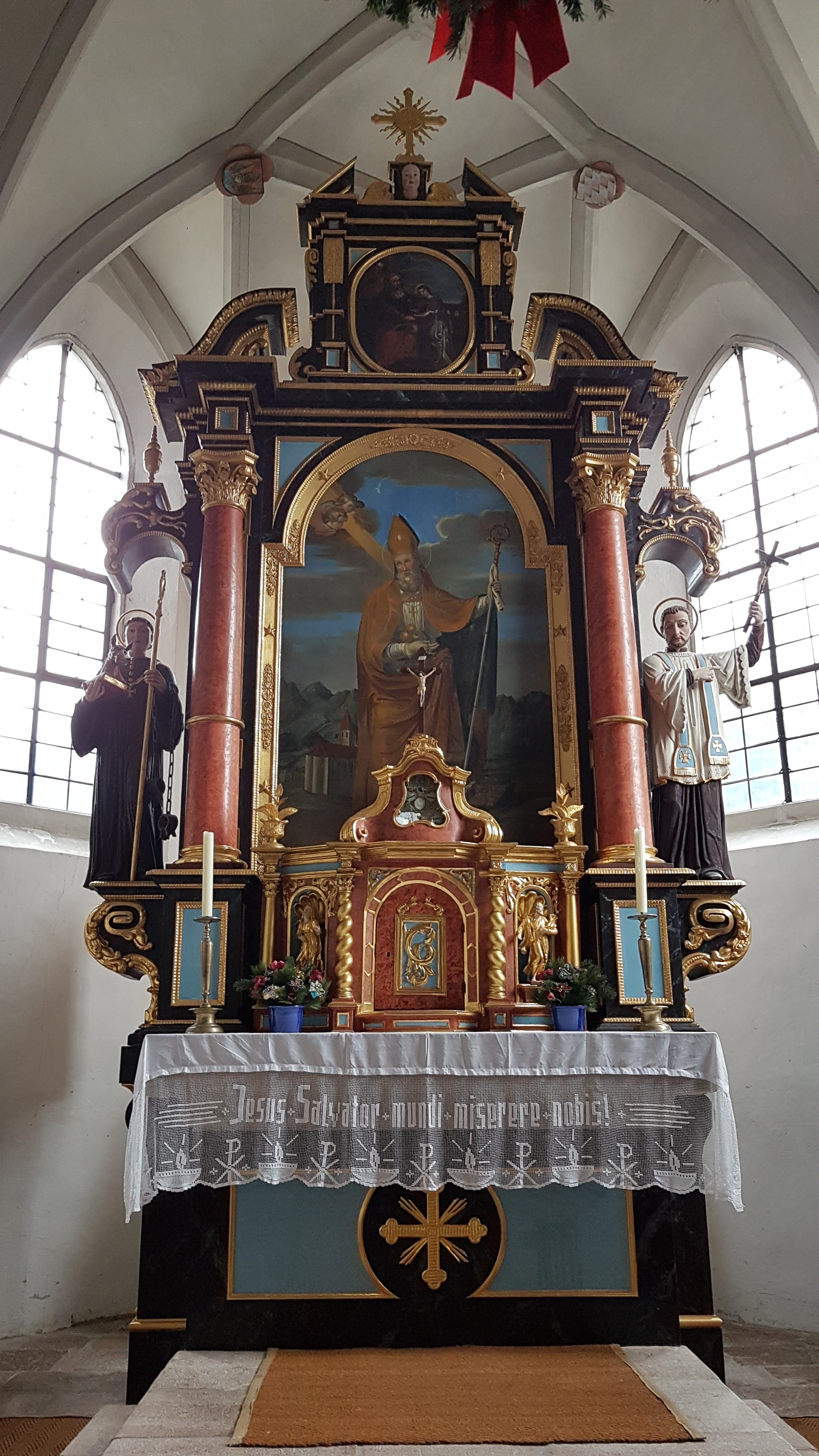
Der Hochaltar (1672)

Rat und Gemeinde des Marktes initiierten 1447 den Bau der Kirche für die Flößer, deren Floßlände östlich von St. Nikolaus lag, da die Isar weiter westlicher als heute verlief. Während des Baus der neuen Pfarrkirche in den Jahren von 1738 bis 1748 wurden die ersten Toten an der Kirche beigesetzt. Ab 1836 wurde die Flößerkirche endgültig zur Friedhofskirche, da der alte Friedhof um St. Peter und Paul aufgelassen und zur Nikolauskirche verlegt wurde. Der Turm mit seinem charakteristischen Oktogon-Obergeschoss und der hoch aufragenden Doppelzwiebelkuppel stammt aus der ersten Hälfte des 18. Jahrhunderts. Die letzte Innen- und Außenrenovierung fand im Jahre 1988 statt.

## Beschreibung

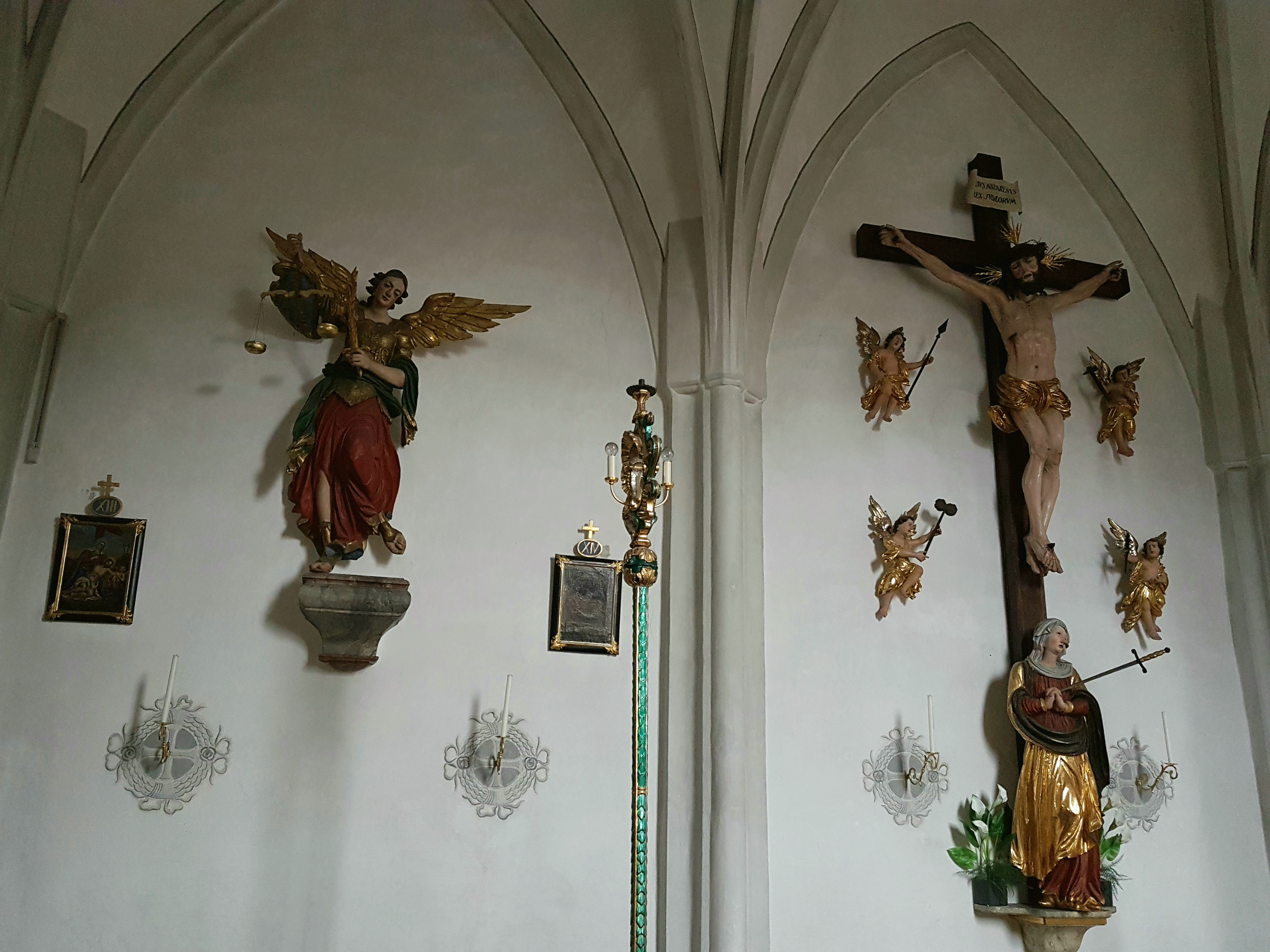
Hl. Michael als Seelenwäger (nach 1750), Kruzifix (18. Jh.)

Den spätgotischen Bau mit dreijochigem Langhaus und eingezogenem zweijochigen Chor mit Dreiachtelschluss gliedern außen Dreikantstreben und ein rundum laufendes Konsolgesims. Ein Maßwerkfenster hat sich an der Chorostwand erhalten.
Das Innere ist durch Decken mit Netzgewölben, die von gekehlten Wandvorlagen und Runddiensten ihren Ausgang nehmen, reich gegliedert. An den Gewölberippen befinden sich vereinzelte mehrfarbig gefasste Bildrelief-Schlusssteine.

### Ausstattung

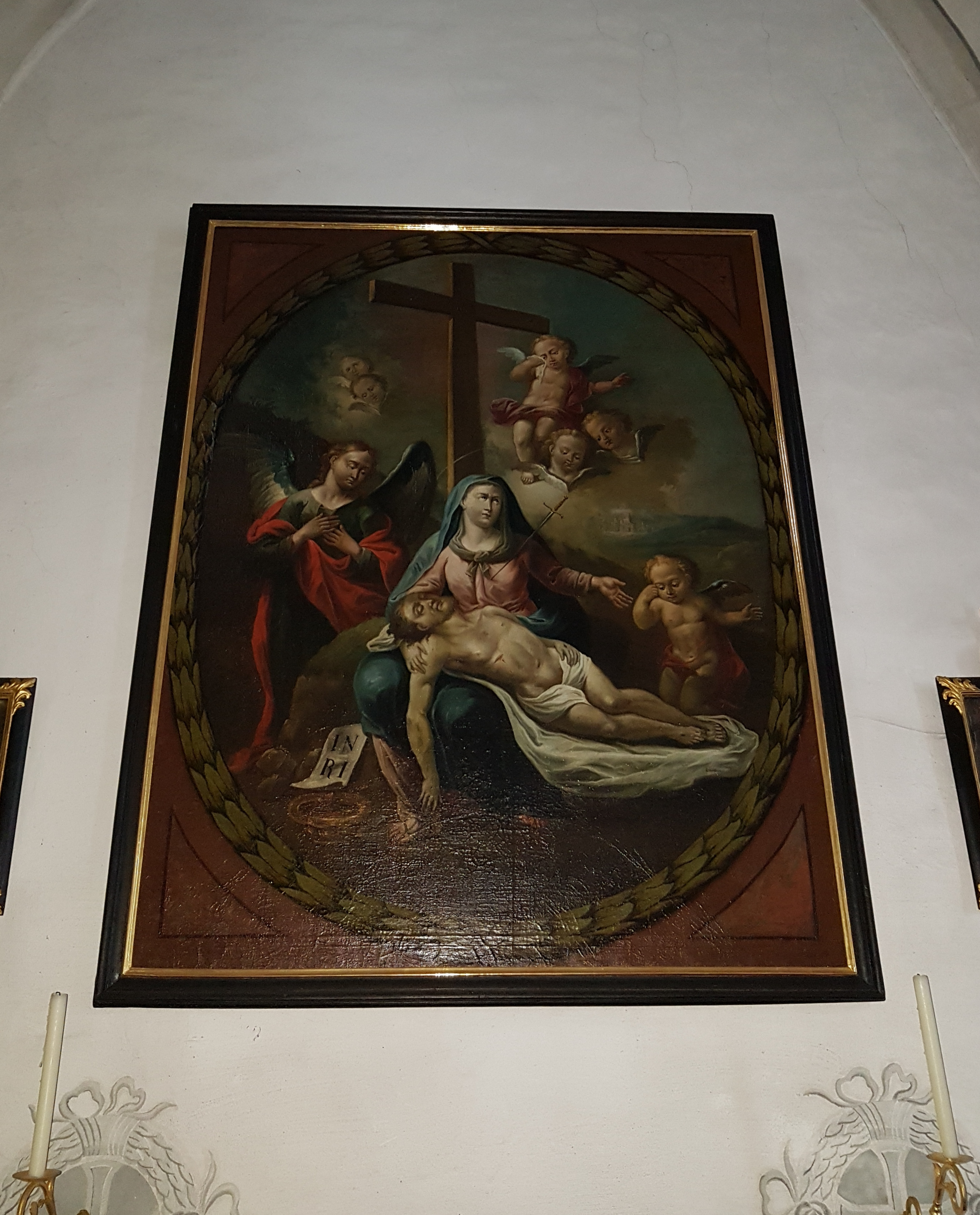
Pieta-Tafelbild (um 1780)

Der zweisäulige Hochaltar stammt aus dem Jahr 1672 mit einem angeblich vom Innsbrucker Hartwig stammenden Altarblatt, das den heiligen Nikolaus als Schirmherrn der Flößer vor einer abendlichen Szene zeigt. Als Assistenzfiguren sind die Heiligen Leonhard und Blasius beigestellt.
An der ersten Chorjochwand stehen links und rechts die Figuren der Heiligen Antonius und Johann Nepomuk (beide um 1750) und am Chorbogen links eine Mondsichelmadonna (nach 1500) sowie rechts eine Herz-Jesu-Figur (2. Hälfte 19. Jh.).
An der nördlichen Langhauswand befinden sich links ein großes Tafelbild Klage unterm Kreuz (um 1780), in der Mitte die Heiligenfigur des Erzengels Michael (2. Hälfte 18. Jh.) und rechts das große ausdrucksstarke Kruzifix mit Mater Dolorosa und Leidenswerkzeuge tragenden Engeln (2. Hälfte 18. Jh.).
An der südlichen Langhauswand steht im mittleren Joch eine aus der zweiten Hälfte des 18. Jahrhunderts stammende Figur des heiligen Georg. Die hochwertige Ausstattung komplettieren die 14 Kreuzwegstationen (um 1800) und die die Kirchengestühlreihen begleitenden sechs Zunftstangen (um 1800).

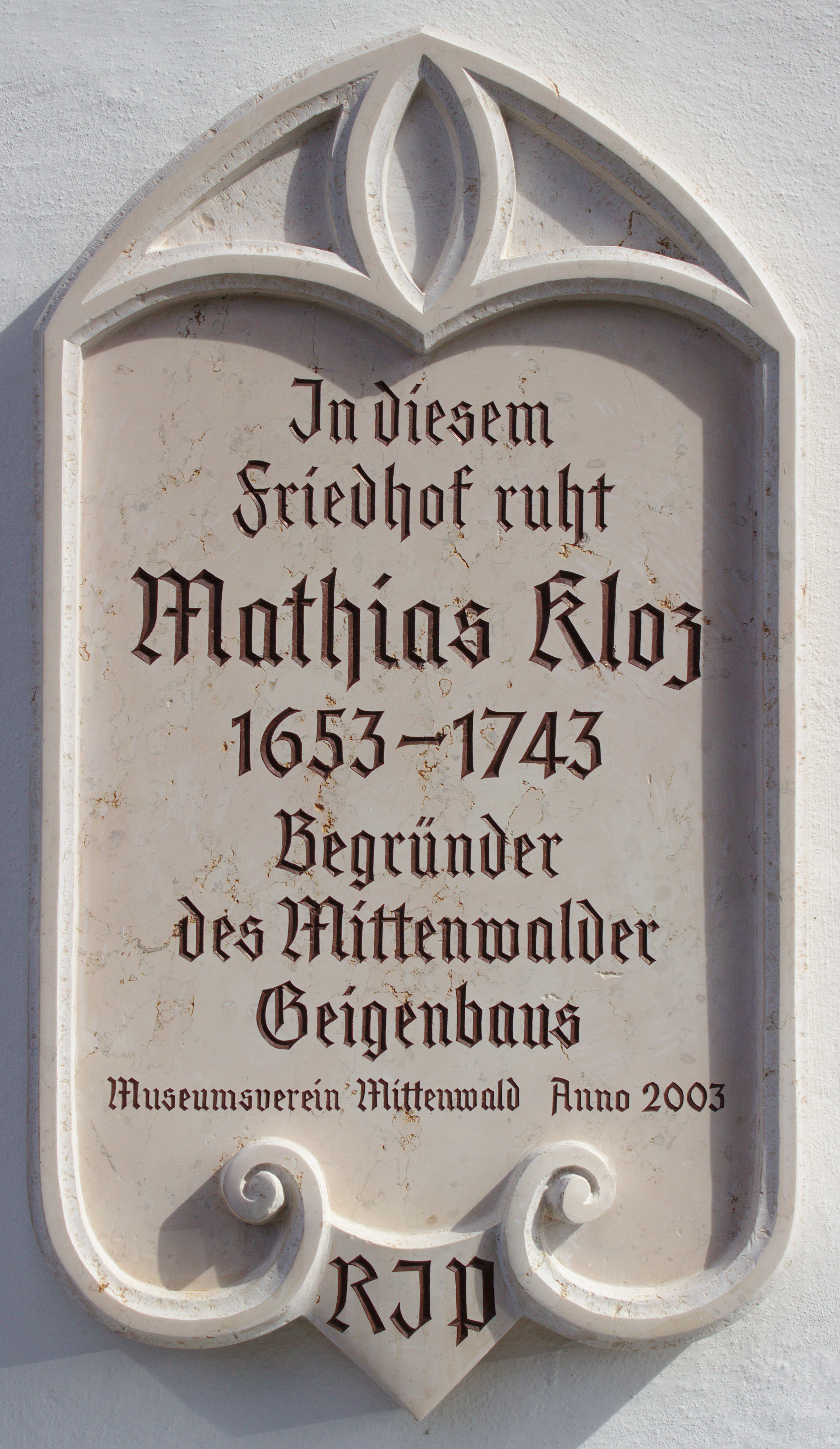
M.-Klotz-Gedenktafel

Vor den Altarstufen ist in den Boden die 1988 erneuerte Grabplatte des Johann Ludwig Haydorn († 16. August 1703) eingelassen.

### Gedenktafeln
An den Außenwänden sind mehrere Gedenktafeln eingelassen, unter anderem für Matthias Klotz (1653–1743), den Begründer des Mittenwalder Geigenbaus.